# فراس بن النضر
الصحابي فِرَاسُ بن النَّضْر بن الحَارِث ، هو ابن النضر بن الحارث الذي أمر النبي بقتله يوم بدر،أمّه زينب بنت النبّاش بن زُرارة من بني أسد بن عمرو بن تميم، كان قديم الإسلام بمكّة، وهاجر إلى أرض الحبشة في المرّة الثانية، وقُتل في معركة اليرموك.